# سكتم بكتم 4 (مسلسل)
سكتم بكتم 4 مسلسل سعودي. بدأ عرضه في سنة 2013 على روتانا. بلغ عدد حلقاته 30 حلقة، وتبلغ مدة الحلقة الواحدة 25 دقيقة. وهو من إخراج محمد العوالي، ومن بطولة فايز المالكي وفخرية خميس وعلي المدفع وأميرة محمد وشيماء سبت.

## ملخص القصة
سكتم بكتم 4 مسلسل كوميدي متصل منفصل من 30 حلقة كل حلقة ثابتة بشخصياتها مختلفة بموضوعها بحيث كل حلقة تناقش وتعالج قضية اجتماعيه ..تدور المحاور الأساسية لمسلسل سكتم بكتم 4 عن القضايا الاجتماعية والصعوبات التي تواجه الإنسان في حياته وكيف يمكن أن تؤدي إلى تغيير مفاهيمه وأفكاره، بجانب تأثير التكنولوجيا في طبيعة المجتمع والعلاقات الإنسانية بين الأفراد .. باسلوب كوميدي راقي وحبكة درامية متقنه لكل حلقة من حلقات العمل .

## الممثلون والشخصيات
المسلسل من بطولة فايز المالكي وفخرية خميس وعلي المدفع وأميرة محمد وشيماء سبت وعوض عبد الله

## الحلقات
- 1 الدرباوية
- 2 إقلاع غير
- 3 خط البلدة
- 4 قفزة مناحي
- 5 التوافق بين الزوجين
- 6 قطارنا واحد
- 7 تويتكيك
- 8 ولقد كرمنا بني آدم
- 9 الزهايمر
- 10 دكتاتور
- 11 الرجل المخلوع
- 12 الديّة
- 13 البويات
- 14 الراتب لا يكفي
- 15 هدية خاصة
- 16 يوميات سعودي متزوج
- 17 مصاص الدماء
- 18 سرطان الثدي
- 19 العطالة
- 20 اسكان يا ماكان
- 21 راحوا الطيبين (1)
- 22 راحوا الطيبين (2)
- 23 حلف الوزير
- 24 عشنا اللحظة
- 25 المواطن رجل الأمن
- 26 خطأ أحمر
- 27 صراع ثقافي
- 28 صنع في السعودية
- 29 كمية محدودة
- 30 شيًْ ما شفتوة